# Сант'Еуфемија (Новара)
Сант'Еуфемија је насеље у Италији у округу Новара, региону Пијемонт.
Према процени из 2011. у насељу је живело 46 становника. Насеље се налази на надморској висини од 315 м.